# Ein Tirol
Ein Tirol (letteralmente in lingua italiana: Un Tirolo) fu un'organizzazione terroristica di stampo neonazista attiva in Alto Adige nella seconda metà degli anni ottanta.
Come il BAS (Befreiungsausschuss Südtirol), il gruppo Ein Tirol lottò per distaccare l'Alto Adige dall'Italia e per la riunificazione della regione storica del Tirolo in seno all'Austria.
L'attuazione del secondo statuto di autonomia del Trentino-Alto Adige, approvato nel 1972, fu probabilmente ostacolata e rallentata dagli attentati dell'organizzazione. Gli ultimi provvedimenti del "pacchetto" di misure a tutela della minoranza di lingua tedesca e ladina furono effettivamente presi nel 1992.

## Storia

L'Ossario di Burgusio profanato dall'attentato terroristico del 10 ottobre 1982

Circa dieci anni dopo lo scioglimento del BAS, dopo l'approvazione del secondo statuto d'autonomia, nel 1978 ricominciò la stagione delle bombe in Alto Adige. Attentati come quello al monumento alla Vittoria a Bolzano, al monumento all'Alpino a Brunico e alla tomba di Ettore Tolomei a Montagna, furono l'inizio di una nuova ondata terroristica che durò per circa dieci anni.
Tra il 1978 e il 1982 terroristi di lingua tedesca compirono numerosi attentati, riconducibili a vari gruppi estremistici. Nel 1986 il pregiudicato Karl Außerer, già membro del BAS, diede ai terroristi una nuova organizzazione, che prese il nome di Ein Tirol. Ne facevano inoltre parte Karola Unterkircher, Peter Paul Volgger e Karl Zwischenbrugger. Ripresero così gli attentati con l'obiettivo politico dell'autodeterminazione.
Terroristi di lingua italiana risposero a loro volta con atti di violenza, come contro la casa dell'allora governatore Silvius Magnago, il monumento ad Andreas Hofer a Merano e vari alberghi. Queste azioni vennero rivendicate dall'Associazione protezione italiani (API) e dal Movimento Italiano Alto Adige (MIA).
La maggior parte degli attentati avvenivano prima di importanti eventi politici, soprattutto prima delle elezioni. Una di tre bombe esplose il 13 giugno 1986 presso un magazzino di Gargazzone, in gestione ad un italiano. Dopo che l'estate fu passata, gli attacchi si spostarono verso Bolzano, dove il 5 settembre, nei pressi del tribunale eslposero tre etti di dinamite posti al di sotto di una Volvo con targa padovana. Tale ordigno, di nuova concezione, era formato da un'ogiva in ghisa con un cilindro di metalli collegato ad una miccia a lenta combustione, con disegnata una croce con scritto "Klotz". L'8 dicembre esplose invece un bus proveniente da Matera posto presso il monumento all'Alpino di Merano. La notte prima di capodanno, scoppiò la seconda bomba "con dedica" presso l'hotel Palace di Merano, che in quei giorni ospitava l'allora ministro Andreotti e la sua famiglia. In questo caso la dedica era a "Andreas Hofer" e con una croce a "T".
Intensificatisi a partire dal 1987, gli atti terroristici comportarono un significativo successo elettorale del Movimento Sociale Italiano, con un exploit a Bolzano nel 1988, e contribuirono a peggiorare sensibilmente i rapporti fra i due gruppi etnici italiano e tedesco.
Non è stato a tutt'oggi chiarito se e quale ruolo giocarono i servizi segreti in queste vicende: Andreas Khol, del Partito popolare austriaco ipotizzò nel 1994 che l'organizzazione paramilitare Gladio avrebbe infiltrato Ein Tirol e usato il gruppo per i suoi scopi nell'ambito della "strategia della tensione"; questo fatto sarebbe però smentito dalle analoghe ricostruzioni fatte dalle forze di polizia italiane ed austriache. Ipotesi sono state fatte anche da giornali austriaci su manovre dei servizi tese a rendere difficoltoso il dialogo, ma senza produrre prove.
Il 6 novembre 1988 la polizia austriaca arrestò nella sua abitazione a Innsbruck il fondatore di Ein Tirol, Karl Außerer. Senza il suo capo l'organizzazione fallì. Il terrorista venne scarcerato anticipatamente nel 1992 essendogli stato condonato un terzo della pena.
Il 17 agosto 1994 al passo del Rombo, sul confine italo-austriaco, i Carabinieri del Raggruppamento operativo speciale (ROS) catturarono Karola Unterkircher, detta "la pasionaria", mentre tentava di passare clandestinamente il confine assieme ad Alois Öttl (apparentemente estraneo all'organizzazione). La Unterkircher era considerata l'ispiratrice dell'organizzazione.
Le inchieste avviate dalla magistratura italiana coinvolsero funzionari della Südtiroler Volkspartei, diversi Schützen e appartenenti al Südtiroler Heimatbund.
Il terrorista Alois Larch in un'intervista al settimanale in lingua tedesca ff del 2010 ammise che quello che fino ad allora considerato il vertice di Ein Tirol, Karl Außerer, non era in realtà il vero capo; vi sarebbero state altre persone sopra di lui.

## Attentati
In tutto tra il 1986 e il 1988 sono stati messi a segno in Alto Adige quaranta attentati riconducibili ad Ein Tirol. Furono fatti saltare auto e tralicci, binari della ferrovia, furono messe bombe in alberghi, case di ferrovieri e caserme dei Carabinieri.
Diversi attentati incendiari colpirono le abitazioni di politici di madrelingua italiana.
In particolare l'organizzazione Ein Tirol colpì:
- la sede RAI in Piazza Mazzini a Bolzano;
- la condotta forzata della centrale idroelettrica di Lana;
- l'istituto di credito del Banco di Roma;
- un edificio statale della compagnia telefonica SIP;
- l'UPIM di Bolzano e la centrale idroelettrica di Ponte Gardena;
- infine, nell'ottobre del 1988, la chiesa dei padri domenicani di Appiano.

## Rivendicazioni
Gli attentati rivendicati dai terroristi di Ein Tirol erano accompagnati da messaggi incitanti all'odio etnico. La rivendicazione lanciata nel contesto degli attacchi a Bolzano e Ponte Gardena del 1º agosto 1988 così recitava:

## Controversie

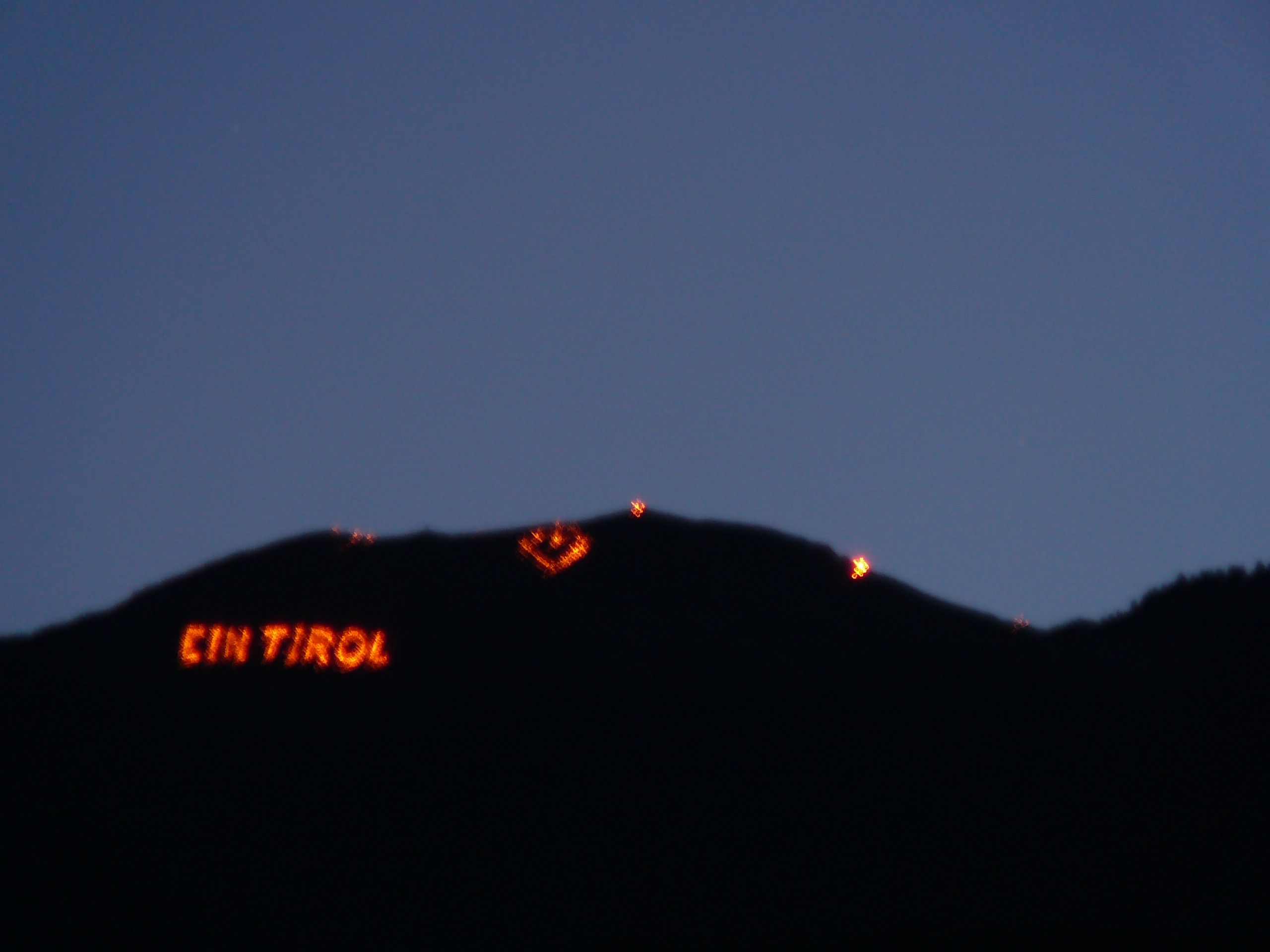
I fuochi del Sacro Cuore di Gesù sul monte Pascolo, nel 2009. Si noti la presenza dello slogan Ein Tirol, che innescò intense polemiche politiche.

Nel 2009 sul monte Pascolo sopra Bressanone, durante la festa del Sacro Cuore di Gesù vennero accesi grandi fuochi (in tedesco Herz-Jesu-Feuer) che disegnarono la scritta Ein Tirol. All'accaduto seguirono aspre polemiche che investirono il mondo politico italiano per via del richiamo al gruppo terroristico.
Alessandro Urzì, consigliere provinciale altoatesino, definì l'accaduto «un segno di imbarbarimento di una certa cultura politica basata sull'estremismo anti-italiano». Michaela Biancofiore, deputata altoatesina, nel corso di un'interrogazione parlamentare alla Camera dei deputati a seguito di tale evento dichiarò che «non si può non considerare gli aderenti ad Ein Tirol come un gruppo terroristico e farli viceversa passare come "combattenti per la libertà" del popolo tirolese, come recita la mozione approvata il mese scorso dal consiglio della provincia autonoma di Bolzano.»
Alcuni membri del partito secessionista Süd-Tiroler Freiheit replicarono che la scritta Ein Tirol disegnata col fuoco non intendeva richiamare l'omonimo gruppo terrorista, ma sarebbe uno slogan frutto di una "bicentenaria tradizione tirolese". All'incirca sulla stessa linea si espresse Ulli Mair, segretaria dei Die Freiheitlichen, bollando come "stupida" l'interrogazione della Biancofiore, in quanto vertente solamente su "una festa religiosa, di storia, usanze e tradizioni".